# Banda de Música da Guarda Nacional
A Banda de Música da Guarda Nacional foi um importante conjunto musical militar brasileiro que existiu na cidade de Pirenópolis, no estado de Goiás. Fundada em 1830 pelo comendador Joaquim Alves de Oliveira, a banda integrava as iniciativas da Guarda Nacional no Brasil Imperial, tanto para reforçar a ordem pública quanto para promover eventos cívicos e culturais na região.

## Contexto Histórico
A criação da banda ocorreu em um momento de consolidação da Guarda Nacional no Brasil, com o objetivo de fortalecer a autoridade local e integrar elementos culturais ao cotidiano da população. Como outras iniciativas semelhantes no Brasil Imperial, a banda se tornou um símbolo de prestígio e civilidade para a cidade de Meia Ponte (antigo nome de Pirenópolis).
Além de cumprir funções militares, como acompanhar cerimônias oficiais e paradas cívicas, a banda desempenhava um papel cultural central em festas religiosas, como a Festa do Divino Espírito Santo, e em celebrações locais, contribuindo para a identidade comunitária.

## Declínio e Extinção
A banda teve suas atividades encerradas em 1851, coincidindo com o declínio da Guarda Nacional em regiões do interior do Brasil. Após sua extinção, grande parte do acervo musical e instrumental foi incorporada por novas corporações musicais que surgiram em Meia Ponte ao longo do século XIX.

## Legado Cultural
Mesmo após o término de suas atividades, a influência da Banda de Música da Guarda Nacional persistiu na formação de outras importantes bandas na região:
Banda Euterpe (1868): Criada pelo Padre Francisco Inácio da Luz e Antônio da Costa Nascimento, destacou-se como uma das principais herdeiras da tradição musical da banda original.
Banda do Padre Simeão/Banda da Babilônia (1873): Sob regência de José Gomes Gerais, foi composta por trabalhadores e moradores de fazendas vizinhas, ampliando o alcance da música na região rural.
Banda Phoenix (1893): Fundada em 23 de julho, consolidou-se como um marco cultural em Pirenópolis, perpetuando o espírito musical iniciado pela Guarda Nacional.
Essas novas bandas incorporaram o repertório e as tradições deixadas pela Guarda Nacional, fortalecendo a música como um traço cultural marcante em Pirenópolis.

## Importância Cultural
A Banda de Música da Guarda Nacional não apenas desempenhou funções práticas no período imperial, mas também lançou as bases para a rica tradição musical que caracteriza Pirenópolis até hoje. Seu impacto cultural é evidente na continuidade das bandas locais e na preservação das festas e eventos que reforçam a identidade cultural da cidade.